# Blutandrang
Unter Blutandrang, auch Kongestion (lateinisch congẹrere, „anhäufen“), Vasokongestion, Plethora oder Blutwallung genannt, versteht man die Zunahme der Blutmenge in bestimmten Gebieten des Körpers. Die Kongestion kann in der Endstrombahn (Kapillaren) zumeist als Folge von örtlich begrenzten Entzündungsreizen oder bei starkem Bluthochdruck auftreten oder im Bereich der Venen als Folge einer Thrombose oder Herzschwäche. Ferner gelten hormonelle Ursachen (Schilddrüsenerkrankung) oder körperliche Anstrengungen als weitere Ursachen.
Es kommt zu einem subjektiv empfundenen Zustand einer aktiven arteriellen Hyperämie der Kopfgefäße aufgrund einer vorübergehenden (vasomotorisch oder hormonell bedingten) Hypertonie. Hier spricht man auch von einer Wallung oder von einer Blutdruckunruhe.
Eine Sonderform des Blutandrangs stellen die Erektion des Penis und der Klitoris sowie das Anschwellen der kleinen Schamlippen dar, bei der der venöse Abstrom durch den arteriellen Druck behindert wird und es somit zum gewollten Druckanstieg in den Schwellkörpern kommt.

## Medizingeschichte
Früher schrieb man: „Die Congestion ist der Andrang von Säften, besonders des Blutes, nach einzelnen Theilen, vorzüglich zum Kopfe, welcher immer gemeint ist, wenn kein besonderer Theil genannt wird.“